# Phu Quoc Lufthavn

Phu Quoc Lufthavn (IATA:PQC, ICAO:VVPQ) ligger på Phu Quoc, Kien Giang, Vietnam.

## Terminaler
- Vietnam Airlines ( Ho Chi Minh-byen, Rach Gia)

| Luftfart | Spire Denne artikel om flyvning er en spire som bør udbygges. Du er velkommen til at hjælpe Wikipedia ved at udvide den. |